# C'est la vie (Achille Lauro)
C'est la vie è un singolo del cantautore e rapper italiano Achille Lauro, pubblicato il 29 marzo 2019 come secondo estratto dal quinto album in studio 1969.

## Video musicale
Il videoclip, diretto da Sebastiano Bontempi, già regista del precedente singolo di Achille Lauro Rolls Royce, è stato pubblicato il 4 aprile 2019 sul canale Vevo-YouTube del rapper e mostra Achille Lauro mentre passeggia sulla spiaggia in inverno, di spalle, vestito di nero con il mare in tempesta.

## Classifiche
| Classifica (2019) | Posizione massima |
| ----------------- | ----------------- |
| Italia            | 27                |